# فرنسيس آدامز
فرنسيس آدامز (12 فبراير 1835 في باكستان - 10 فبراير 1911) (بالإنجليزية: Francis Adams)‏ هو لاعب كريكت أسترالي.

## وصلات خارجية
- فرنسيس آدامز على موقع إي آس بي آن كريك إنفو (الإنجليزية)